# Daniel Günther
Pour les articles homonymes, voir Günther.
Daniel Günther, né le 24 juillet 1973 à Kiel, est un homme politique allemand membre de l'Union chrétienne-démocrate d'Allemagne (CDU).
Élu pour la première fois en 1998, comme conseiller municipal d'Eckernförde, il travaille deux ans dans le secteur privé à la fin des années 1990. En 2001, il est diplômé de l'université Christian Albrecht de Kiel. Il exerce parallèlement plusieurs responsabilités dans l'appareil de la CDU.
En 2009, il est élu à 36 ans député au Landtag de Schleswig-Holstein. Il y devient en 2014 président du groupe parlementaire de la CDU, qui siège dans l'opposition. Deux ans après, il prend la présidence régionale du parti et est investi chef de file électoral.
Il place l'Union chrétienne-démocrate en tête des élections du 7 mai 2017 et devance nettement le SPD. S'associant avec les Grünen et le FDP, il forme une « coalition jamaïcaine » lui permettant d'être investi ministre-président le mois suivant. Cinq ans plus tard, après avoir échoué de justesse à conquérir la majorité absolue, il établit une « coalition noire-verte ».

## Biographie

### Jeunesse et débuts en politique
Après avoir passé son baccalauréat à Eckernförde en 1993, il s'inscrit à l'université Christian Albrecht de Kiel. Il y étudie la science politique, les sciences économiques et la psychologie.
Il devient en 1994 président de la Junge Union (JU) dans l'arrondissement de Rendsburg-Eckernförde. En 1998, alors qu'il obtient un poste de chef de projet au sein de la société de promotion économique Kieler Initiativen à Kronshagen, il est élu au conseil municipal d'Eckernförde et vice-président de la CDU de l'arrondissement de Rendsburg-Eckernförde.

### Ascension
Il quitte son emploi en 2000 pour devenir coordonnateur de la fédération de l'Union chrétienne-démocrate à Neumünster et dans l'arrondissement de Rendsburg-Eckernförde. Achevant ses études en 2001 avec une maîtrise universitaire ès lettres, il se fait élire en 2003 à l'assemblée d'arrondissement.
Parallèlement, il est désigné premier adjoint du bourgmestre d'Eckernförde et président du groupe des élus CDU au conseil municipal.
Il prend en 2005 les fonctions de coordonnateur régional de la CDU de Schleswig-Holstein et renonce alors à ces responsabilités dans l'appareil local et à ses fonctions exécutives municipales. Il est nommé l'année d'après trésorier du parti dans l'arrondissement de Rendsburg-Eckernförde.
À l'occasion des élections régionales anticipées du 27 septembre 2009, il est élu député au Landtag de Schleswig-Holstein. Il démissionne de ses deux mandats d'élu local en 2010. Après que Christian von Boetticher a renoncé en août 2011 à être chef de file aux élections anticipées du 6 mai 2012, son nom est cité parmi les potentiels successeurs, mais il est perçu comme trop jeune, inexpérimenté et indispensable à l'organisation de la campagne électorale. Il conserve ensuite son mandat parlementaire.

### Chef de la CDU du Land

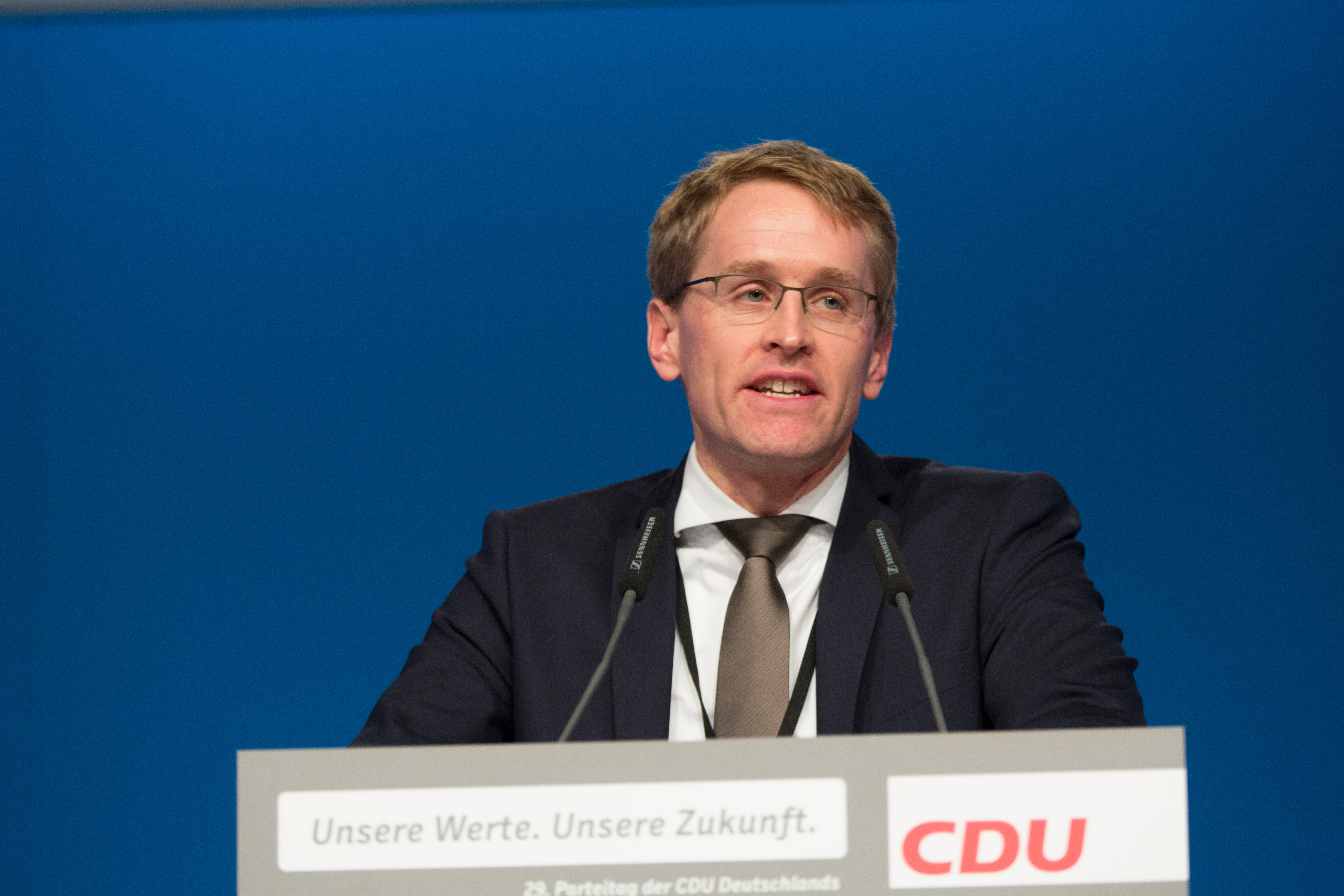
Prise de parole de Daniel Günther au 29e congrès fédéral de la CDU en décembre 2016.

Il est remplacé un mois plus tard au poste de coordonnateur régional par Sven Müller. Bien qu'il se fût mis d'accord dès septembre 2011 avec le président régional Jost de Jager pour passer la main, son retrait est aussi vu comme une conséquence du mauvais résultat enregistré au scrutin parlementaire.
Le 5 octobre 2014, Daniel Günther est porté à la présidence du groupe parlementaire CDU, qui siège alors dans l'opposition. Il remporte 16 voix sur 21 et remplace Johannes Callsen, qui renonce après trois ans « dans l'objectif de donner au parti le temps de se reconstruire avant les prochaines élections ».
Il est choisi le 1er novembre 2016 comme futur président de l'Union chrétienne-démocrate du Land et chef de file aux prochaines élections régionales, après le renoncement quatre jours auparavant d'Ingbert Liebing. Il est officiellement élu président régional et investi chef de file électoral de la CDU le 19 novembre suivant avec 81,3 % de suffrages favorables.

### Ministre-président de Schleswig-Holstein

#### Élections de 2017
Il est investi le 5 février 2017 chef de file pour les élections régionales du 7 mai suivant. Alors que les sondages annoncent une victoire du Parti social-démocrate d'Allemagne (SPD) du ministre-président sortant Torsten Albig, au pouvoir depuis cinq ans, l'Union chrétienne-démocrate entame une remontée dix jours avant le scrutin. Le soir de l'élection, la CDU remporte 32 % des voix et 25 députés sur 73, devançant le SPD de 69 700 voix et quatre sièges.
Il débute le 23 mai suivant des négociations avec l'Alliance 90 / Les Verts (Grünen) et le Parti libéral-démocrate (FDP) en vue de la constitution d'une « coalition jamaïcaine » qui disposerait de 44 sièges sur 73. Ces discussions se révèlent concluantes et les trois formations annoncent avoir établi un accord de coalition le 13 juin suivant.

#### Investiture et gouvernement
Le 28 juin 2017, Daniel Günther est investi à 43 ans ministre-président de Schleswig-Holstein par 42 voix pour. Il forme aussitôt son cabinet de coalition jamaïcaine de sept ministres dont trois femmes. Il est le second chrétien-démocrate, après Peter Müller en 2009 en Sarre, à gouverner avec le soutien des écologistes et des libéraux.
Au cours de son discours de politique générale (en allemand : Regierungserklärung) prononcé le lendemain, il appelle à « construire des ponts » et affirme que « les idées ne sont pas bonnes en fonction qu'elles proviennent du gouvernement ou de l'opposition », appelant ainsi le SPD et la SSW à envisager de coopérer avec lui. Le président du groupe parlementaire social-démocrate Ralf Stegner lui adresse une fin de non-recevoir en critiquant une coalition « sans idées » et rappelant que les promesses de la campagne électorale doivent maintenant se transformer en « action gouvernementale concrète ».
Le 1er novembre 2018, il prend pour un an la présidence tournante du Conseil fédéral.

### Vie privée
Marié et père d'une fille, il vit à Eckernförde, dans l'Est du Schleswig-Holstein.